# Plagiogramma
Plagiogramma är ett släkte av skalbaggar. Plagiogramma ingår i familjen stumpbaggar.

## Dottertaxa tillPlagiogramma, i alfabetisk ordning[1]
- Plagiogramma arciger
- Plagiogramma brasiliense
- Plagiogramma caviscuta
- Plagiogramma coproides
- Plagiogramma darlingtoni
- Plagiogramma epulo
- Plagiogramma fissus
- Plagiogramma fornicata
- Plagiogramma frater
- Plagiogramma frontale
- Plagiogramma glabra
- Plagiogramma guyanense
- Plagiogramma hastata
- Plagiogramma incas
- Plagiogramma intermedia
- Plagiogramma leleupae
- Plagiogramma lucens
- Plagiogramma marseulii
- Plagiogramma nitescens
- Plagiogramma paradoxa
- Plagiogramma patruelis
- Plagiogramma peruana
- Plagiogramma pubifrons
- Plagiogramma rhinocera
- Plagiogramma schmidti
- Plagiogramma singulistrius
- Plagiogramma sphaerula
- Plagiogramma striatipyga
- Plagiogramma subtropica
- Plagiogramma tersus
- Plagiogramma trux